# مرکه (سربیشه)
مرکه یک روستا در ایران است که در دهستان درح واقع شده‌است. مرکه ۱۵۴ نفر جمعیت دارد.